# NBA 1993./94.
NBA 1993./1994. je bila 48. po redu sezona sjevernoameričke profesionalne košarkaške lige.
U finalnoj seriji doigravanja prvaci Zapadne konferencije Houston Rocketsi su omjerom 4:3 pobijedili prvake Istočne konferencije  New York Knickse i tako osvojili svoji prvi naslov prvaka u povijesti.

## Poredak po divizijama na kraju regularnog dijela sezone
| Atlantic (Istok)    | Atlantic (Istok) | Atlantic (Istok) | Central (Istok)         | Central (Istok) | Central (Istok) | Midwest (Zapad)        | Midwest (Zapad) | Midwest (Zapad) | Pacific (Zapad)            | Pacific (Zapad) | Pacific (Zapad) |
| ------------------- | ---------------- | ---------------- | ----------------------- | --------------- | --------------- | ---------------------- | --------------- | --------------- | -------------------------- | --------------- | --------------- |
| Momčad              | Pob              | Por              | Momčad                  | Pob             | Por             | Momčad                 | Pob             | Por             | Momčad                     | Pob             | Por             |
| New York Knicks (d) | 57               | 25               | Atlanta Hawks (d)       | 57              | 25              | Houston Rockets (d)    | 58              | 24              | Seattle SuperSonics (d)    | 63              | 19              |
| Orlando Magic (d)   | 50               | 32               | Chicago Bulls (d)       | 55              | 27              | San Antonio Spurs (d)  | 55              | 27              | Phoenix Suns (d)           | 56              | 26              |
| New Jersey Nets (d) | 45               | 37               | Indiana Pacers (d)      | 47              | 35              | Utah Jazz (d)          | 53              | 29              | Golden State Warriors (d)  | 50              | 32              |
| Miami Heat (d)      | 42               | 40               | Cleveland Cavaliers (d) | 47              | 35              | Denver Nuggets (d)     | 42              | 40              | Portland Trail Blazers (d) | 47              | 35              |
| Boston Celtics      | 32               | 50               | Charlotte Hornets       | 41              | 41              | Minnesota Timberwolves | 20              | 62              | Los Angeles Lakers         | 33              | 49              |
| Philadelphia 76ers  | 25               | 57               | Detroit Pistons         | 20              | 62              | Dallas Mavericks       | 13              | 69              | Sacramento Kings           | 28              | 54              |
| Washington Bullets  | 24               | 58               | Milwaukee Bucks         | 20              | 62              | *                      | *               | *               | Los Angeles Clippers       | 27              | 55              |

Napomena: (d) - ušli u doigravanje, Pob - pobjede, Por - porazi

## Doigravanje
| Istočna konferencija          | Omjer      |            |
| Prva runda                    | Prva runda | Prva runda |
| ----------------------------- | ---------- | ---------- |
| Atlanta (1) - Miami (8)       | 3:2        |            |
| Orlando (4) - Indiana (5)     | 0:3        |            |
| Chicago (3) - Cleveland (6)   | 3:0        |            |
| New York (2) - New Jersey (7) | 3:1        |            |
| Konferencijska polufinala     |            |            |
| Atlanta (1) - Indiana (5)     | 2:4        |            |
| New York (2) - Chicago (3)    | 4:3        |            |
| Konferencijsko finale         |            |            |
| New York (2) - Indiana (5)    | 4:3        |            |

| Zapadna konferencija           | Omjer      |            |
| Prva runda                     | Prva runda | Prva runda |
| ------------------------------ | ---------- | ---------- |
| Seattle (1) - Denver (8)       | 2:3        |            |
| San Antonio (4) - Utah (5)     | 1:3        |            |
| Phoenix (3) - Golden State (6) | 3:0        |            |
| Houston (2) - Portland (7)     | 3:1        |            |
| Konferencijska polufinala      |            |            |
| Utah (5) - Denver (8)          | 4:3        |            |
| Houston (2) - Phoenix (3)      | 4:3        |            |
| Konferencijsko finale          |            |            |
| Houston (2) - Utah (5)         | 4:1        |            |

Napomena: u zagradi je plasman unutar konferencije

## Finalna serija
| Utakmica                   | Omjer |
| -------------------------- | ----- |
| New York (I) - Houston (Z) | 3:4   |

Napomena: (I) - pobjednik Istočne konferencije, (Z) - pobjednik Zapadne konferencije

## Nagrade za sezonu 1993./94.
| Nagrada            | Osvajač         | Momčad                |
| ------------------ | --------------- | --------------------- |
| Najkorisniji igrač | Hakeem Olajuwon | Houston Rockets       |
| Novajlija godine   | Chris Webber    | Golden State Warriors |
| Trener godine      | Lenny Wilkens   | Atlanta Hawks         |